# Episodi di Per Elisa - Il caso Claps
La miniserie televisiva Per Elisa - Il caso Claps, composta da 6 episodi, è stata trasmessa in prima visione su Rai 1 dal 24 ottobre al 7 novembre 2023 con due episodi alla volta in tre prime serate. Il primo episodio è stato pubblicato in anteprima su Rai Play il 22 ottobre 2023.
| nº | Titolo     | Prima TV        |
| -- | ---------- | --------------- |
| 1  | Episodio 1 | 24 ottobre 2023 |
| 2  | Episodio 2 | 24 ottobre 2023 |
| 3  | Episodio 3 | 31 ottobre 2023 |
| 4  | Episodio 4 | 31 ottobre 2023 |
| 5  | Episodio 5 | 7 novembre 2023 |
| 6  | Episodio 6 | 7 novembre 2023 |

## Episodio 1
- Diretto da: Marco Pontecorvo
- Soggetto e sceneggiatura di: Terry Cafolla, Valerio D'Annunzio e Andrea Valagussa

### Trama
Agosto 1993. La sedicenne Elisa Claps è al mare con il fratello Gildo dove viene salutata dall'ambiguo studente Danilo Restivo ma la ragazza non ne sembra spaventata.
Potenza, un mese dopo. Restivo si avvicina a Elisa, che si trova seduta a un tavolino di un bar, chiedendole di uscire insieme quando interviene un'amica della ragazza dicendogli che ha già un impegno. Danilo però non demorde e chiede a Elisa di vedersi perché vuole darle un regalo per gli esami di riparazione che ha superato positivamente. Quindi Elisa, la mattina di domenica 12 settembre, dopo aver salutato il fratello Gildo, esce di casa per recarsi nella Chiesa della Santissima Trinità. Dopo quest'ultimo avvenimento nessuno avrà più sue notizie. Danilo torna a casa con una mano insanguinata e ai familiari dice di essere inciampato in un cantiere dopo la messa. Da subito Gildo e Luciano, i fratelli maggiori di Elisa, non vedendola tornare a casa per pranzo, si mettono sulle sue tracce chiedendo notizie in chiesa e a Restivo non ottenendo risposta e anzi venendo allontanati dal padre del ragazzo, Maurizio. Il signor Restivo decide allora di mandare il figlio a Napoli da dove Danilo fa una chiamata anonima a casa Claps senza dire nulla. I Claps sono disperati: provano a denunciare la scomparsa di Elisa ma non essendo ancora passate 48 ore dalla sua scomparsa, vengono mandati via.
- Ascolti: telespettatori 3 005 000 – share 16,90%[4].

## Episodio 2
- Diretto da: Marco Pontecorvo
- Soggetto e sceneggiatura di: Terry Cafolla, Valerio D'Annunzio e Andrea Valagussa

### Trama
Gildo e gli altri, dato che la polizia non ha ancora novità, si mettono a tappezzare la città con dei manifesti riguardanti la scomparsa di Elisa. La madre di Elisa chiede aiuto alla Chiesa ma don Mimì dice che non può fare altro che pregare per sua figlia. La polizia vuole parlare con Danilo e quindi suo padre lo preleva su un autobus e, insieme all'avvocato Martinelli, lo accompagna a parlare con la polizia: il ragazzo racconta di aver parlato per un quarto d'ora con Elisa in chiesa e di essersi poi recato in un cantiere dove si sarebbe ferito inciampando sulle scale mobili. Nel frattempo Gildo durante un'intervista in TV accusa di nuovo Restivo. Poco dopo lui e il padre vengono convocati in Questura: ai due poliziotti che stanno indagando sul caso, Eufemia e Pace, i Claps confermano la loro versione escludendo in modo categorico l'allontanamento volontario di Elisa. Eufemia pressa i Restivo: si fa indicare il punto in cui il ragazzo sarebbe inciampato ferendosi e si fa consegnare alcuni suoi vestiti prima di essere allontanato dal padre di Danilo. Gildo intanto legge il diario di Elisa nel quale la sorella esprimeva dubbi sui comportamenti di Danilo e lo consegna alla PM Felicia Genovese. Lo stesso magistrato nega il mandato ad Eufemia per il sequestro di alcuni vestiti di Restivo perché ormai sono stati lavati dalla madre. Tale Brienza racconta a Gildo di essere stato bendato e minacciato con un coltello da Restivo all'età di dodici anni in un seminterrato e che lui e la cugina per miracolo erano riusciti a slegarsi e a scappare; il padre di Danilo pregò poi il padre di Brienza di non parlarne con nessuno. Eufemia fa presente a Gildo di avere dei sospetti sul ragazzo albanese che frequentava Elisa; il fratello della ragazza aggredisce quindi Eris Gega il quale però nega ancora una volta di essere coinvolto. Una sera una ragazza chiama in diretta TV raccontando di sapere che Danilo ha la mania di tagliare ciocche di capelli a diverse ragazze.
Tre mesi dopo la scomparsa di Elisa. Dalle prove e dalle testimonianze raccolte, l'ispettore Pace conclude che Elisa si sia allontanata volontariamente visto anche che tre persone hanno affermato di aver visto la ragazza salire su un'auto bianca dopo la messa, ma questo secondo Gildo è un tentativo di depistaggio messo in atto da Maurizio Restivo per proteggere il figlio. La madre di Elisa attacca l'ispettore ma ci pensa il collega Eufemia a confortarla dicendole che l'indagine si potrà sempre riaprire con nuovi elementi. Una sera la signora Claps riceve una chiamata da parte di alcuni presunti sequestratori che fanno sapere che Elisa è ancora viva.
- Ascolti: telespettatori 3 005 000 – share 16,90%[4].

## Episodio 3
- Diretto da: Marco Pontecorvo
- Soggetto e sceneggiatura di: Terry Cafolla, Valerio D'Annunzio e Andrea Valagussa

### Trama
I sequestratori dicono alla signora Claps che vogliono 200 milioni. Filomena, guidata dalla polizia a distanza, si presenta all'appuntamento nel centro storico di Matera ma prima viene deviata con diversi pizzini e poi arriva all'auto nella quale sarebbe dovuta essere Elisa ma la trova vuota. La donna si dispera e inizia a pensare che ormai la figlia sia morta. La stessa sera viene arrestato un mitomane che voleva guadagnare soldi facili con questo inganno.
Marzo 1994, sei mesi dopo la scomparsa. L'ispettore capo Pace batte ora la pista della prostituzione minorile facendo infuriare Gildo il quale, insieme alla fidanzata, organizza con successo una fiaccolata che passa anche sotto casa dei Restivo i quali osservano dalla finestra; per l'occasione vengono fatte suonare tutte le campane tranne quelle della Chiesa della Santissima Trinità di Don Mimì. Poco dopo, viste le molteplici false dichiarazioni, viene arrestato Restivo, l'ultimo ad aver visto Elisa, con l'intento di mettergli pressione. Dopo diversi giorni di isolamento però Restivo viene rilasciato. Successivamente al processo per false informazioni una testimone lo accusa di averle tagliato una ciocca di capelli su un autobus e la PM Genovese mostra una foto di Don Mimì alla festa dei diciotto anni di Danilo facendo intendere che lo conosceva bene. Filomena si presenta fuori dalla chiesa dopo la messa attaccando il sacerdote davanti ai compaesani. Gildo in tribunale conosce una giovane studentessa di nome Sabrina la quale racconta di essere stata perseguitata da Restivo con diverse chiamate inquietanti e lettere sconce.
- Ascolti: telespettatori 2 855 000 – share 17,90%[5].

## Episodio 4
- Diretto da: Marco Pontecorvo
- Soggetto e sceneggiatura di: Terry Cafolla, Valerio D'Annunzio e Andrea Valagussa

### Trama
Restivo viene condannato a un anno e otto mesi di reclusione per le false dichiarazioni; in mancanza del corpo di Elisa la PM Genovese non può procedere ulteriormente. In occasione di un'altra fiaccolata Gildo sente il padre di Danilo ridere di loro e tenta di aggredirlo. Gildo fa aprire un sito per le segnalazioni della scomparsa di Elisa e dopo poco riceve una mail da sua sorella la quale dice di trovarsi in Brasile e chiede di non essere più cercata. Gildo subito riesce a dimostrare che è stato proprio Restivo a mandare quella mail da un internet point della città e fa pressione sulla PM Genovese pretendendo che riapra il caso. Restivo viene redarguito dal padre per la leggerezza. Irene presenta a Gildo Don Marcello, rappresentante di Libera in Basilicata, ma il ragazzo inizialmente lo tiene a distanza perché si tratta di un prete. Filomena accusa la PM Genovese di essere stata pagata dai Restivo per far chiudere il caso come raccontato da un pentito. Gildo si rivolge a un magistrato della Procura di Salerno, la dottoressa Volpe, per far riaprire il caso, ma anch'essa non ne viene a capo e il ragazzo per la rabbia finisce per fare un incidente in moto. Danilo intanto viene mandato dal padre a lavorare a Rimini, ospite di un amico di famiglia. Gildo e Irene decidono di sposarsi in chiesa e a officiare la messa è proprio Don Marcello con il quale il ragazzo ha iniziato a occuparsi di alcuni casi di persone scomparse.
Bournemouth, 2002. Danilo Restivo da un po' di tempo vive in Inghilterra e dalla finestra di casa osserva la sua vicina giocare con i figli in giardino.
- Ascolti: telespettatori 2 855 000 – share 17,90%[5].

## Episodio 5
- Diretto da: Marco Pontecorvo
- Soggetto e sceneggiatura di: Terry Cafolla, Valerio D'Annunzio e Andrea Valagussa

### Trama
Danilo avvicina la vicina Heather Barnett, una sarta di quarantotto anni single e madre di due adolescenti, con la scusa di volersi far fare delle tende da lei e si prende le sue chiavi di casa prima di andarsene. La donna però si accorge che le manca un mazzo di chiavi e prima chiede a Fiamma se le possa avere preso per sbaglio il suo fidanzato Danilo e poi cambia la serratura della porta di casa.
12 novembre 2002. Dopo aver tentato invano di entrare con il mazzo che aveva rubato, Restivo si fa aprire da Heather con la scusa di volerle pagare il lavoro in anticipo. Più tardi i figli della donna trovano il suo corpo senza vita quando rientrano a casa e vengono accolti dai Restivo in attesa che arrivi la polizia.
In Italia intanto Gildo ha creato la prima associazione dei familiari delle persone scomparse, l'Associazione Penelope, e, sostenuto dalla moglie, si batte per far modificare la legge che prevede ancora le quarantotto ore minime da attendere prima di poter denunciare la scomparsa di una persona. Quando apprendono la notizia della morte della donna inglese, nelle cui mani sono state ritrovate delle ciocche di capelli tagliati, Gildo e la moglie non hanno dubbi della colpevolezza di Restivo. L'ispettore Phil James interroga Danilo e fa analizzare un paio di scarpe sporche ma non risultano tracce.
Un giorno Gildo si presenta davanti a casa di Danilo aggredendolo; dopo essere stato portato al comando di polizia, Claps racconta a James che Restivo ha la mania di tagliare i capelli alle ragazze. James però non ha prove contro Restivo e non può legare i due casi anche perché il corpo di Elisa non è ancora stato ritrovato. Il poliziotto chiede però a Gildo di fare il test del DNA per poter fare un confronto con i capelli ritrovati tra le mani della Barnett ma dai risultati si esclude che siano quelli di Elisa. Restivo viene comunque seguito e fermato mentre sta per aggredire una ragazza in un parco.
Danilo, aiutato da una interprete, viene interrogato accampando delle scuse strampalate riguardo al caso del parco; l'ispettore James gli fa presente che il giorno della morte della Barnett era entrato al lavoro a un orario diverso dal solito ma lui scoppia in lacrime sostenendo di non aver ucciso la donna. Restivo comunque sia deve essere rilasciato per mancanza di prove e quando torna a casa cerca di spiegare alla fidanzata di essere innocente ma lei lo allontana. Un giorno a casa di Restivo viene recapitata una busta contenente un proiettile e così Fiamma inizia a credere alla sua innocenza.
- Ascolti: telespettatori 2 970 000 – share 16,40%[6].

## Episodio 6
- Diretto da: Marco Pontecorvo
- Soggetto e sceneggiatura di: Terry Cafolla, Valerio D'Annunzio e Andrea Valagussa

### Trama
17 marzo 2010. Gildo viene avvertito dall'amico don Marcello che sono stati ritrovati dei resti in fondo al sottotetto della chiesa della Santissima Trinità e si precipita sul posto insieme al fratello. La PM Rosa Volpe spiega loro che il cadavere è stato scoperto per caso da alcuni operai durante lavori di ristrutturazione per infiltrazioni d'acqua. I genitori confermano che gli oggetti ritrovati appartengono a Elisa e quindi si ha la conferma che si tratta di lei. Il ritrovamento viene giudicato dai Claps una messa in scena, ritenendo che fosse avvenuto in precedenza e che fosse stato tenuto nascosto dal parroco della chiesa, Don Mimì; in effetti già nel 1996 nel sottotetto della chiesa, per la durata di circa un anno, si erano tenuti dei lavori.
Fiamma riporta la notizia al marito e inizia a sospettare di lui. Danilo chiama i genitori: la madre non vuole parlargli e anche il padre lo liquida in fretta. Dall'autopsia si evince che Elisa è stata brutalmente uccisa con tredici colpi inferti da una forbice e che il corpo non è mai stato spostato dal sottotetto. La PM dice a Gildo che i risultati dei test genetici non bastano per incolpare Danilo. L'avvocato della famiglia Restivo preannuncia che sporgerà una querela nei confronti di Gildo per le maldicenze visto che nessun materiale genetico del suo assistito è stato ritrovato sui resti di Elisa.
Gildo incontra per strada la PM Genovese la quale aveva condotto per prima le indagini: la donna è stata prosciolta dalle accuse di corruzione (era accusata di aver volontariamente insabbiato il caso) e dice di non avere alcun rimorso. I fratelli di Elisa chiedono alla PM Volpe di fare delle contro analisi più appropriate e più precise visto gli errori compiuti in precedenza. Viene così ritrovato il materiale genetico di Restivo il quale intanto viene arrestato il 19 maggio davanti agli occhi della moglie dall'ispettore James per l'omicidio di Heather Barnett: sono state trovate infatti delle tracce di sangue sulle sue scarpe, che lui aveva lavato con la varichina, e sulla macchina da cucire della donna.
30 giugno 2011. Gildo e la madre, accompagnati da Phil James, sono presenti al processo a Winchester e si siedono a fianco ai figli della Barnett: il giudice condanna Restivo all'ergastolo, legando il caso della sarta con quello di Elisa.
2 luglio 2011. Il padre di Elisa non ha mai superato lo shock della perdita della figlia e non se la sente di presenziare al suo funerale che viene celebrato in piazza da don Marcello Cozzi e don Luigi Ciotti davanti a una marea di gente. Gildo prende parola e attacca quelli che nel 1993 si erano voltati dall'altra parte e che ora sono presenti in piazza come se nulla fosse. I genitori di Danilo invece guardano i funerali in televisione.
La PM Genovese, prosciolta ormai da ogni accusa, è tornata a lavorare a Potenza. Don Mimì è morto nel 2008 senza essere mai stato coinvolto in alcun modo. La chiesa della Santissima Trinità è rimasta chiusa dal marzo 2010 all'agosto 2023 quando è stata riaperta dopo importanti lavori di ristrutturazione. Danilo Restivo, dopo il processo in Inghilterra del 2011, nell'ottobre 2014 viene condannato in via definitiva all'ergastolo per gli omicidi di Elisa Claps e di Heather Barnett; è detenuto nel carcere di massima sicurezza di Full Sutton vicino a York.
2023. Il vero Gildo Claps porta dei fiori sulla tomba della sorella, quando sono passati ormai trent'anni dalla sua morte. Nonostante la chiusura delle indagini, su molti degli aspetti della vicenda deve essere fatta ancora piena luce.
- Ascolti: telespettatori 2 970 000 – share 16,40%[6].